# تغییر ایکس (فیلم)
تغییر ایکس (به انگلیسی: XChange) فیلمی محصول سال ۲۰۰۰ و به کارگردانی الن مویل است. در این فیلم بازیگرانی همچون استیون بالدوین، کایل مک‌لاکلن، کیم کوتس، پاسکال بوسیر و جنت کیدر ایفای نقش کرده‌اند.